# Медики Чикаго (1-й сезон)
Первый сезон американского телесериала «Медики Чикаго» премьера которого состоялась на канале NBC 17 ноября 2015 года, а заключительная серия сезона вышла 17 мая 2016 года. Общее количество эпизодов в сезоне 18.

## Сюжет
Сериал рассказывает о команде врачей, работающих в чикагской больнице. Каждый день им приходится работать в полном хаосе и разбираться с уникальными случаями.

## В ролях

### Основной состав
- Ник Гелфусс - доктор Уилл Холстед
- Яя Дакоста - медсестра Эйприл Секстон
- Колин Доннелл - доктор Коннор Роудс[2]
- Торри Девито - доктор Натали Мэннинг[3]
- Брайан Ти - доктор Итан Чой[4]
- Марлайн Баррет - старшая медсестра Мэгги Локвуд
- С.Эпата Меркерсон - Шарон Гудвин, глава больницы
- Оливер Платт - доктор Дэниэл Чарльз, глава отделения психиатрии
- Рэйчел ДиПилло - Сара Риз

### Гостевая роль
- Джефф Хефнер - Джефф Кларк[5]

### Кроссоверный состав
- Джесси Ли Соффер - Джей Холстед
- Брайан Герати - Шон Ромэн

## Эпизоды
| № общий | № в сезоне | Название                         | Режиссёр          | Автор сценария                                                                                                  | Дата премьеры   | Зрители в США (млн) |
| --- | ---------- | -------------------------------- | ----------------- | --- | --------------- | ------------------- |
| 1 | 1          | «Derailed» «На зеленой ветке»    | Майкл Ваксман     | История: Эндрю Деттманн Телесценарий: Эндрю Деттманн, Дайан Фролов и Эндрю Шнайдер                              | 17 ноября 2015  | 8.64                |
| Торжественное открытие отделения неотложной помощи Чикаго Мед прерывается жертвами крушения поезда, толкая персонал к своим пределам. Доктор Уилл Холстед и новый коллега по травматологии доктор Коннор Роудс соперничают, последний занимает почетное место, когда речь заходит о лечении пациентов. Беременный педиатр доктор Натали Мэннинг рассказывает, что ее муж был убит во время службы в Афганистане. Первые дни работы студентки-медика Сары Риз на практики накладывают на нее эмоциональный отпечаток. Холстед и Мэннинг вынуждены провести экстренную операцию на пациенте, который является суррогатом для пары. |            |                                  |                   | |                 |                     |
| 2 | 2          | «iNO» «Всего в двух кварталах»   | Фред Бернер       | Стивен Хутштейн                                                                                                 | 24 ноября 2015  | 7.57                |
| Доктор Мэннинг лечит 14-летнюю девочку, которая родила и бросила своего ребенка в переулке в двух кварталах от больницы. Доктор Чарльз и Риз лечат женщину с ложным случаем слабоумия, которое классифицируется как гидроцефалия. Доктор Холстед лечит пациента, утверждающий, что он перенес сердечный приступ, который позже становится намного хуже, и медсестры объединяются, чтобы подарить доктору Мэннинг детскую купальню. |            |                                  |                   | |                 |                     |
| 3 | 3          | «Fallback» «Запасной»            | Тара Николь Вейр  | Симран Бэйдван                                                                                                  | 1 декабря 2015  | 9.77                |
| Когда доктор Коннор Роудс берет дело близкого друга семьи, которого пронзили осколки стекла, он воссоединяется со своей сестрой Клэр Роудс и вынужден противостоять своему прошлому. Тем временем доктор Натали Мэннинг убеждает молодого музыканта пройти операцию, которая спасет его жизнь, но может разрушить слух. |            |                                  |                   | |                 |                     |
| 4 | 4          | «Mistaken» «Ошибающийся»         | Дональд Питри     | Илай Талберт | 8 декабря 2015  | 9.60                |
| После того, как в кинотеатре раздаются выстрелы, чикагские медики работают над лечением жертв, в то время как администратор больницы Шарон Гудвин пытается держать прессу на расстоянии. Чтобы вылечить подростка с расстройством пищевого поведения, доктор Натали Мэннинг обращается за помощью к доктору Дэниелу Чарльзу, но его неортодоксальные методы Натали и мать девочки-подростка ведут себя по другому. Тем временем медсестра Эйприл Секстон, доктор Уилл Холстед и доктор Итан Чой лечат пациента-расиста, чья странная форма фанатизма удивляет их всех.                                                           |            |                                  |                   | |                 |                     |
| 5 | 5          | «Malignant» «Злокачественный»    | Ник Гомез         | Джефф Дрэйер | 5 января 2016   | 8.38                |
| Когда врачи Родс и Дзанетти бегут наперегонки с часами, чтобы спасти упавшего члена пожарной части 51, обнаруживается, что случай с женщиной, цепляющейся за жизнь, похож на те, что были у других пациентов. |            |                                  |                   | |                 |                     |
| 6 | 6          | «Bound» «Связанный»              | Майкл Ваксман     | Уилл Паско | 19 января 2016  | 7.05                |
| Шарон посещает министерство внутренней безопасности в связи с двумя безбилетниками самолета, которые были доставлены в больницу с серьезными травмами. |            |                                  |                   | |                 |                     |
| 7 | 7          | «Saints» «Лик святых»            | Янн Тернер        | Мэри Леа Саттон                                                                                                 | 26 января 2016  | 7.65                |
| Шарон ставит свою работу на кон ради пациента, нуждающегося в спасительной пересадке костного мозга. Тем временем Эйприл ухаживает за бездомным мужчиной; приезжают родители доктора Мэннинга; пара ранена во время их первого свидания сбитым водителем. |            |                                  |                   | |                 |                     |
| 8 | 8          | «Reunion» «Воссоединение»        | Дональд Петри     | История: Дэвид Вайнштейн Телесценарий: Дэвид Вайнштейн и Стивен Хутштейн                                        | 2 февраля 2016  | 7.05                |
| Доктор Мэннинг возвращается после декретного отпуска, она помогает лечить пациентку с обширной историей медицинских проблем. Тем временем доктор Чой лечит бывшего товарища по Военно-Морскому Флоту. |            |                                  |                   | |                 |                     |
| 9 | 9          | «Choices» «Выбор»                | Жан Де Сегонзак   | Джошуа Хейл Фиокав                                                                                              | 9 февраля 2016  | 7.03                |
| Доктор Холстед ставит под угрозу свою карьеру, когда идет против семейного приказа в отношении неизлечимо онкологического больного. Тем временем Эйприл и доктор Риз лечат бездомного человека, у которого возникают личные проблемы во время ухода за биполярным пациентом. |            |                                  |                   | |                 |                     |
| 10 | 10         | «Clarity» «Ясность»              | Фред Бернер       | Сафура Фадави                                                                                                   | 16 февраля 2016 | 6.66                |
| Доктор Чой и Риз имеют дело с властным отцом, леча его сына после хоккейного инцидента. Доктор Холстед разбирается с последствиями своего последнего пациента и ругается с доктором Мэннингом. Доктор Родс и доктор Дауни делают пересадку легких герою 9/11, страдающему легочным фиброзом. |            |                                  |                   | |                 |                     |
| 11 | 11         | «Intervention» «Вмешательство»   | Санфорд Букставер | История: Джефф Дрэйер и Симран Бэйдван Телесценарий: Джефф Дрэйер, Симран Бэйдван, Дайан Фролов и Эндрю Шнайдер | 23 февраля 2016 | 6.68                |
| 12 | 12         | «Guilty» «Виновный»              | Холли Дейл        | Мэри Леа Саттон, Дэнни Уайсс и Стивен Хутштейн                                                                  | 29 марта 2016   | 8.62                |
| 13 | 13         | «Us» «Мы»                        | Майкл Ваксман     | Дайан Фролов, Эндрю Шнайдер и Джефф Дрэйер                                                                      | 5 апреля 2016   | 7.15                |
| 14 | 14         | «Hearts» «Сердца»                | Дональд Петри     | Лис Бриксиус | 19 апреля 2016  | 8.12                |
| 15 | 15         | «Inheritance» «Наследственность» | Стивен Крэгг      | Джозеф Суза | 26 апреля 2016  | 8.96                |
| 16 | 16         | «Disorder» «Pасстройство»        | Эми Манн          | Илай Талберт | 3 мая 2016      | 7.57                |
| 17 | 17         | «Withdrawal»                     | Фред Бернер       | Джефф Дрэйер и Стивен Хутштейн                                                                                  | 10 мая 2016     | 8.01                |
| 18 | 18         | «Timing»                         | Майкл Ваксман     | Дайан Фролов и Эндрю Шнайдер                                                                                    | 17 мая 2016     | 7.86                |

## Производство

### Разработка
Сериал получил добро на съемку пилотного эпизода от канала NBC 1 мая 2015 года.